# Józefowo (powiat kolneński)
Józefowo – wieś w Polsce położona w województwie podlaskim, w powiecie kolneńskim, w gminie Mały Płock.
Wierni kościoła rzymskokatolickiego należą do parafii św. Wojciecha Biskupa i Męczennika w Porytem.

## Historia

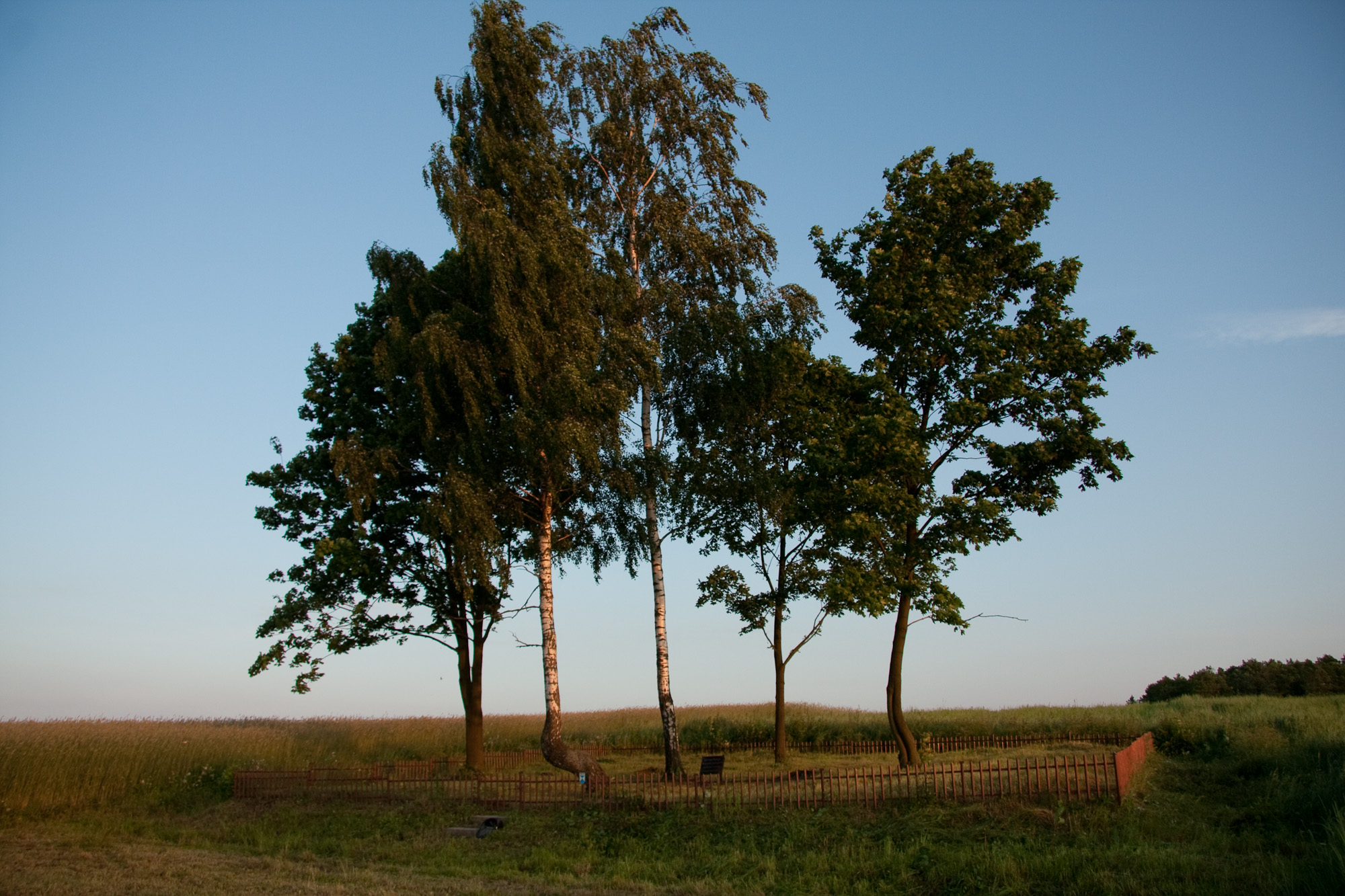
Cmentarz żołnierzy rosyjskich i niemieckich z I wojny światowej

Należała do rodu Kisielnickich. Znajdował się w niej średniowieczny spichlerz zbożowy. Dawniej wieś i folwark.
W latach 1921–1939 wieś i folwark leżał w województwie białostockim, w powiecie kolneńskim (od 1932 w powiecie łomżyńskim), w gminie Stawiski.
Według Powszechnego Spisu Ludności z 1921 roku zamieszkiwało:
- wieś – 201 osób, 336 było wyznania rzymskokatolickiego a 4 mojżeszowego. Jednocześnie wszyscy mieszkańcy zadeklarowali polską przynależność narodową. Było tu 29 budynków mieszkalnych[7].
- folwark – 45 osób w 2 budynkach mieszkalnych[7]

Miejscowości należały do parafii rzymskokatolickiej w m. Poryte. Podlegała pod Sąd Grodzki w Stawiskach i Okręgowy w Łomży; właściwy urząd pocztowy mieścił się w m. Stawiski.
W wyniku napaści ZSRR na Polskę we wrześniu 1939 wieś znalazła się pod okupacją sowiecką. W październiku 1939 roku weszła w skład Zachodniej Białorusi – a 2 listopada została włączona do Białoruskiej SRR. 4 grudnia 1939 włączona do nowo utworzonego obwodu białostockiego. Od czerwca 1941 roku pod okupacją niemiecką. Od 22 lipca 1941 do wyzwolenia w styczniu 1945 włączona w skład Landkreis Lomscha, Bezirk Bialystok III Rzeszy.
W latach 1975–1998 miejscowość należała administracyjnie do województwa łomżyńskiego.

## Zabytki
W Józefowie jest cmentarz żołnierzy niemieckich i rosyjskich poległych w czasie I wojny światowej, według miejscowej ludności spoczywają tam również  osoby innej narodowości podległe w czasach I i II wojny światowej nr rej.: A-499 z 30 grudnia 1991.